# Doortje Smithuijsen
Doortje Smithuijsen (Amsterdam, 23 januari 1992) is een Nederlands schrijver, documentairemaker en filosoof.
Smithuijsen groeide op in de Amsterdamse wijk Oud-Zuid en zat op het Barlaeus Gymnasium. Daarna studeerde ze filosofie en journalistiek aan de Universiteit van Amsterdam, waar ze voor beide een masterdiploma behaalde.
Zij begon in 2015 als journalist bij NRC. Zij schrijft tweewekelijks een column in Trouw, en als freelancejournalist ook regelmatig in de Volkskrant en Vrij Nederland. Daarnaast maakt zij samen met Perre van den Brink de wekelijkse podcast Schaamteloos Randstedelijk, in 2023 hernoemd naar VSR, een afkorting van Voorheen Schaamteloos Randstedelijk. Sinds 2024 maakt zij de podcast Old Girls Network, waarin zij vrouwen interviewt.
In haar podcasts kan zij, anders dan in haar journalistieke stukken in de krant, haar gevoelens, overtuigingen en meningen bespreken. Daarbij wil zij haar persoonlijke ervaringen in verband brengen met algemene fenomenen en systeemkritiek uiten.
Haar documentaire Sociaal Tribunaal (2022) gaat over de gevolgen van online cancelcultuur. Voor deze documentaire sprak ze met gecancelden, cancelaars en andere betrokkenen.
Het boek Kapitalisme is seksisme - Een pamflet (2024) schreef ze naar eigen zeggen omdat ze 30 jaar oud werd en vrouw is. Ze kreeg op het internet opeens allerlei reclame te zien die te maken heeft met baby's, zoals reclame voor zwangerschapstesten en draagzakken. Ze legt daarmee een verband tussen het seksisme en het kapitalistische systeem, dat volgens haar vrouwen uitbuit. Ze constateert dat het gedrag van mannen en vrouwen sterk wordt bepaald door invloeden en gedragspatronen van buitenaf, van de samenleving en de omgeving. Het gaat dan om de druk om als vrouw mooi te zijn en om kinderen te krijgen. De verantwoordelijkheid om kinderen te krijgen wordt maatschappelijk bij de vrouw gelegd, net als de bijbehorende zorgtaken. Daarnaast schrijft zij over vrouwen die vrijblijvende seks willen ('casual sex', zoals een onenightstand), die door hun omgeving als een slet gezien worden, terwijl hetzelfde gedrag van een man niet wordt afgekeurd. Volgens een recensie in Trouw laat Smithuijsen met haar boek zien "dat de strijd voor gelijke kansen nog niet gestreden is". In het boek bespreekt Smithuijsen de vraag waarom de ongelijkheid tussen man en vrouw zo hardnekkig is en betoogt ze dat het kapitalisme deze ongelijkheid in stand houdt.

## Persoonlijk
De vader van Smithuijsen was socioloog; haar moeder had ook een fulltime baan. In 2024 woont ze in Amsterdam-Noord.

## Documentaires (selectie)
| Jaar | Titel                   | Omroep/mediaplatform | Notitie                                   |
| ---- | ----------------------- | -------------------- | ----------------------------------------- |
| 2019 | Mijn dochter de vlogger |                      |                                           |
| 2020 | Volg je me nog?         |                      | Over influencers op Instagram             |
| 2022 | Sociaal Tribunaal       | VPRO                 | Over de gevolgen van online cancelcultuur |